# Le due verità di Kate
Le due verità di Kate (In Her Mother's Footsteps, conosciuto anche col nome di Deadly Inheritance) è un film per la televisione del 2006 diretto e scritto da Farhad Mann.

## Trama
Poco tempo dopo essersi trasferita nella casa ereditata da suo padre, Kate comincia a vedere strane immagini di giovani donne morte assassinate. In un primo momento le sembra di stare perdendo la testa, ma presto Kate scope che le sue visioni sono una facoltà ereditaria. Così la giovane madre comincia a ricostruire il mistero che si nasconde dietro la sua casa infestata, e si rende conto che non è tutto come appare. Ogni indizio che raccoglie per portare a termine questo enigma, conduce lei e sua figlia a un altro passo avanti verso il pericolo.